# Vespa fulvipes
Vespa fulvipes är en getingart som beskrevs av Geoffroy 1785. Vespa fulvipes ingår i släktet bålgetingar, och familjen getingar. Inga underarter finns listade i Catalogue of Life.